# The Stars That Play with Laughing Sam's Dice
The Stars That Play with Laughing Sam's Dice, conosciuto anche come STP with LSD, è un brano musicale composto dal musicista statunitense Jimi Hendrix, interpretato dal suo gruppo The Jimi Hendrix Experience, e pubblicato come B-side del loro quarto singolo Burning of the Midnight Lamp nel 1967.

## Il disco
Brano tra i più curiosi e bizzarri mai scritti da Hendrix, la traccia rimane a tutt'oggi uno dei suoi pezzi più misconosciuti nonostante sia stata inclusa in diverse compilation come Smash Hits (1968), South Saturn Delta (1997), nonché nel criticatissimo album postumo Loose Ends (1974).

### Registrazione
The Stars That Play... venne inizialmente incisa dagli Experience negli Houston Studios di Los Angeles, California, alla fine di giugno 1967, con svariati nastri demo registrati tra il 28 e il 30 giugno. Con la registrazione di Burning of the Midnight Lamp che ebbe luogo a luglio, il singolo venne ultimato per il 20 luglio, con le tracce base incise il 19 luglio insieme a varie sovraincisioni e missaggi avvenuti il 29 luglio. La traccia vede la presenza diffusa del gruppo di persone non identificate denominato "The Milky Way Express" che fornisce i cori di sottofondo, chiacchiericcio, e vari effetti sonori; si dice che tale gruppo avesse fra i suoi membri anche il musicista Frank Zappa. Inoltre, il brano è la prima canzone pubblicata da Hendrix a contenere il suo caratteristico effetto wah-wah.

### Composizione e pubblicazione
Secondo quanto riportato nel libro Jimi Hendrix: Electric Gypsy, ...Laughing Sam's Dice venne "raramente presa sul serio all'epoca della sua uscita come lato B (del singolo Burning of the Midnight Lamp); liquidata come uno scherzoso brano riempitivo pieno di effetti sonori e chitarre trattate". A causa del suo stesso titolo, nel corso degli anni è stato affermato che la canzone possa essere un riferimento alle droghe, e presumibilmente influenzata dagli allucinogeni STP ("Stars That Play") e LSD ("Laughing Sam's Dice"), ritenuti, a torto o a ragione, sostanze fondamentali nello sviluppo della musica psichedelica.
The Stars... è stata accostata anche a brani come Spanish Castle Magic e Have You Ever Been (To Electric Ladyland), essendo una canzone che include un "misterioso e magico tour spirituale". La traccia fu originariamente pubblicata come B-side del singolo Burning of the Midnight Lamp, pubblicato nel Regno Unito e in altri Paesi europei il 19 agosto 1967, e che raggiunse la diciottesima posizione in classifica nella Official Singles Chart. La canzone venne successivamente inclusa nella versione europea della compilation Smash Hits (aprile 1968), e nei postumi Loose Ends (1974) e South Saturn Delta (1997).

## Formazione
The Jimi Hendrix Experience
- Jimi Hendrix: chitarre, voce, parlato
- Noel Redding: basso
- Mitch Mitchell: batteria

Personale aggiuntivo
- "The Milky Way Express" inclusi Frank Zappa & Gerry Sack: parlato, fischi
- Chas Chandler: produzione
- Eddie Kramer: ingegnere del suono